# Kom nära, Gud. Kom vila
Kom nära, Gud. Kom vila är en psalm, med text skriven 1978 av Arne H Lindgren. Musiken är skriven 1980 av Åke Kullnes.

## Publicerad i
- 1986 års psalmbok som nr 523 under rubriken "Stillhet - meditation".
- Psalmer och Sånger 1987 som nr 561 under rubriken "Att leva av tro - Stillhet - meditation".[1]